# Burg Kölpin
Die Burg Kölpin (auch castrum olden) ist eine ehemalige mittelalterliche Burganlage bei Kiełpino (Kölpin) innerhalb des Powiat Gryficki der polnischen Woiwodschaft Westpommern.

## Lage
Die ehemalige Niederungsburg lag rechts des Kiełpino-Starniner Weges (etwa 3 km nordöstlich von Kiełpino, 2 km westlich von Bębnikąt und 1,5 km südwestlich von Starnin) unweit eines Übergangs über die Mołstowa. Errichtet wurde sie als Uferburg auf heutigem Starniner Gebiet, etwa 50 m vom Südufer der Mołstow entfernt. Der heute bewaldete Burghügel befindet sich auf einer sumpfigen Feuchtwiese.

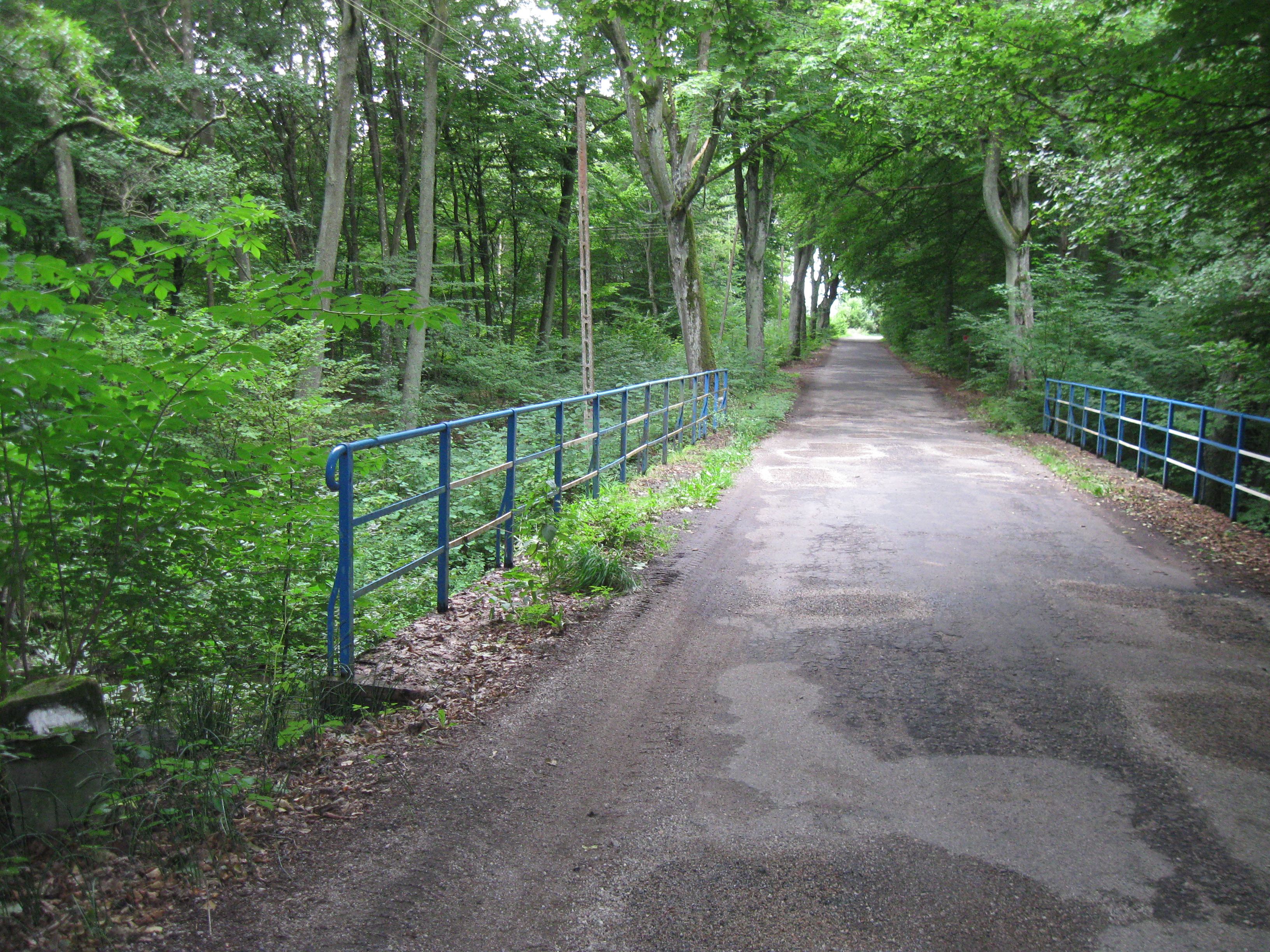
Brücke über der Mołstowa nordwestlich des Burghügels.

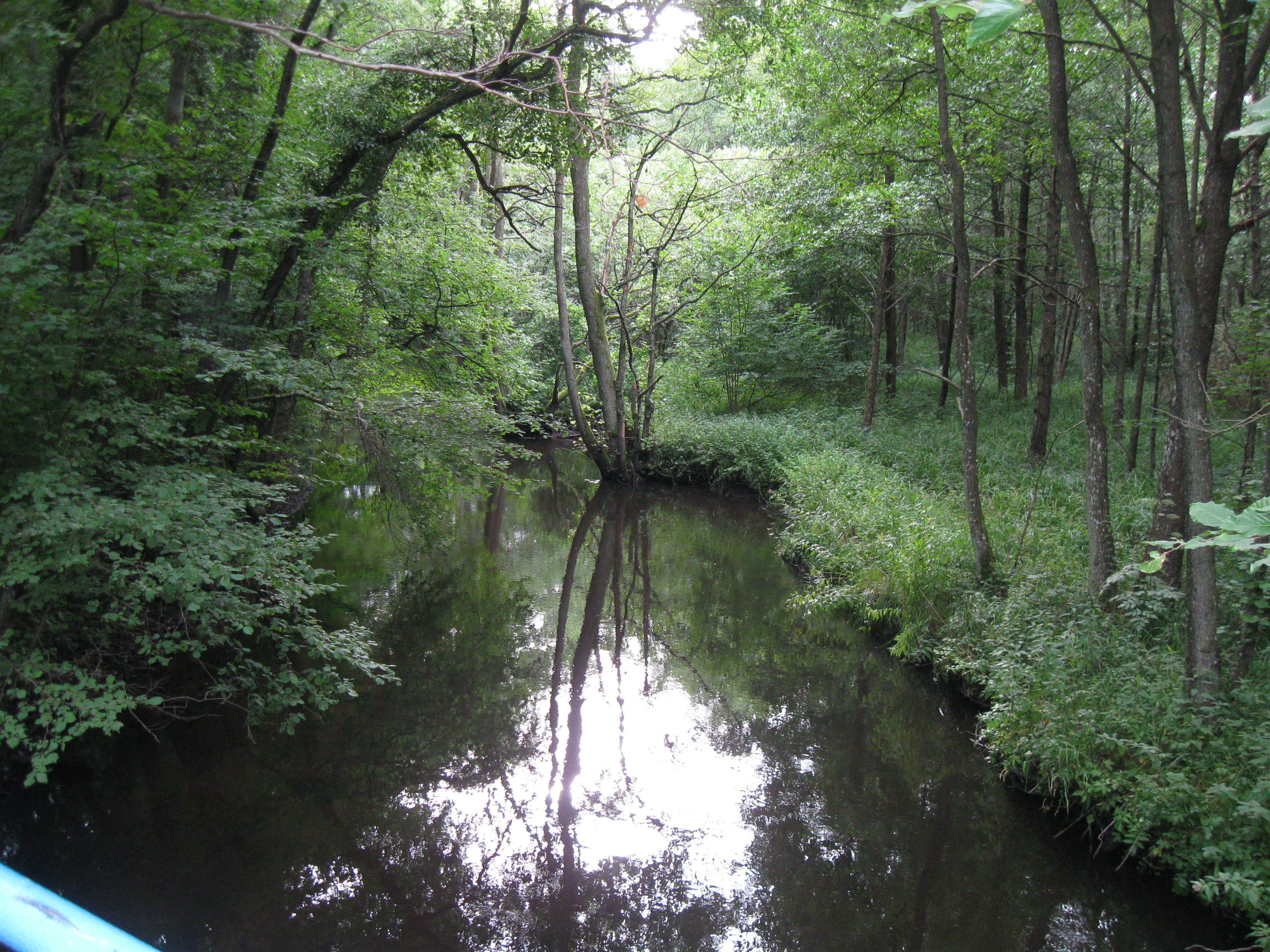
Verlauf der Mołstowa Richtung Südost. Am rechten Ufer befand sich die ehemalige Burganlage.

## Geschichte
Als Erbauer der Burg wird die Familie Manteuffel angeführt. Der Ursprung der alten Manteuffel-Burg oder de olde Borch in Kölpin liegt vermutlich um das Jahr 1300: Im Jahre 1315 verpflichteten sich die Ritter Heinrich, Michael und Gerhard in ville Culpin dem Camminer Domkapitel für ein von den Prämonstratensern aus Belbuck gegebenes Lehen den Zehnten – jährlich 2 Mark – zu entrichten. Die Familie hatte den Besitz vermutlich kurz vor 1300 erworben. Der Stamm Kölpin der Familie nimmt hier seinen Ursprung. Aufgrund der großen Ausdehnung der umgebenden Besitzungen von 27 km² wurde das Land um die alte Burg auch terra Culpin genannt.
Das Kloster in Belbuck, mit seinen reichen Besitzungen und ausgedehnten Lehnsverhältnissen, war häufig in Fehden verwickelt. So auch mit den Manteuffel auf Kölpin, die, so Chronisten der damaligen Zeit, häufig plündernd die Besitzungen des Klosters heimsuchten. 1432 waren es Züleß von Wedel auf Rützenhagen und Heinrich von Manteuffel, die einen Streifzug in die Besitzungen des Klosters und der von Wachholz unternahmen. Wedel konnte mit seinen Knechten beim Dorfe Molstow gefangen genommen werden, dagegen gelang es Heinrich Manteuffel zu entkommen.
Also rief Abt Nikolaus seine Kloster Untertanen zu den Waffen, darunter auch Büchsen, gegen das Manteuffelsche Schloss Cölpin. Am Vormittag, den 29. Juni, wurde die Burg im Jahr 1432 von Mönchen des Klosters Belbuck unter der Führung des Laienbruders Johann Svaldecke und der Mithilfe von Bürgern der Städte Kolberg und Treptow zerstört, wobei Heinrich Manduvel und Johann Svaldecke ums Leben kamen. Das Kloster feierte den Sieg, dessen jährlich durch ein Hochamt und die Bewirtung von zwölf Armen gedacht wurde. Allerdings verurteilte das Kloster Belbuck nachträglich die allumfassende Plünderung durch Treptower Bürger, die selbst die Feldsteine aus dem Mauerwerk der Burg abtransportierten, um daraus das Kolberger Tor in Treptow zu erbauen.
| |
| Eine alte Lubinsche Karte zeigt in der Darstellung unten rechts, das nicht mehr vorhandene, aus Steinen der Burg erbaute Kolberger Tor, das als zweites Thor am Ende der Bollenburg, der nächsten Vorstadt nach der Colberger Seite, vor der Brücke über den zweiten Arm der Rega erbaut wurde. |

Die Zerstörung der Burg entzürnte die Herren von Wolgast, Barth und Rügen (Barnim VII. und seine Vettern Barnim VIII. sowie Swantibor IV.) derartig, dass diese mit dem Pommernherzog Bogislaw in Fehde gerieten und ihm 1434 die Durchreise durch ihre Ländereien untersagten.

### Erzählungen und Sagen
Um die ehemalige Manteuffelburg rankten sich im Laufe der Jahre eine Vielzahl von Sagen, Geschichten und Legenden. Eine davon beschrieb den Stammsitz als Rückzugspunkt von häufigen Raubzügen. Ihre Lage inmitten eines unergründlichen Sumpfgebiets, das nur durch einen schmalen Steig passiert werden konnte (Knüppeldamm), der ausschließlich eingeweihten bekannt war, erwies sich dabei lange als sicherer Unterschlupf:

„Als die Überfälle aber Überhand nahmen, einigten sich die Städte Treptow und Kolberg und zogen mit zahlreicher annschaft aus, das Räubernest zu zerstören und das Raubgeschlecht auszurotten. – Es muß sich nun doch jemand gefunden haben, der den Stieg durch den Sumpf verriet, denn die Burg wurde gestürt und die von Manteuffel alle erschlagen, bis auf einen kleinen Sprossen, der von einer Magd in der Schürze fortgetragen und so gerettet wurde. Auf den Anruf der Städter, was sie da in der Schürze trage, soll die Magd zurückgerufen haben: de Düwel (den Teufel).“

„Das Kind […] wurde dem Abte gebracht, der sich seiner annahm. Die Amme des Knaben soll den Belagerern eine verborgene Tür gezeigt haben, durch welche allein es ihnen gelungen ist, in die Burg zu gelangen. Dabei hat sie sich ausbedungen gehabt, dass man des Säuglings schone, welches man ihr versprochen und auch gehalten hat.“

Andere Quellen berichten:

„Bei der Erstürmung des Schlosses nämlich, wurden alle männlichen Glieder des Geschlechtes erschlagen bis auf einen Knaben, der sich versteckt hatte. Auch ihn suchte man, um ihn zu töten; aber alles Suchen war vergeblich. Endlich ließ man von ihm ab mit den Worten: Lat man den Düwel lopen!“

### Beschreibung der Anlage
Seit ihrer Erstürmung und Zerstörung im Spätmittelalter lag die Raubritterburg wüst. Ihre Überreste erhoben sich aus der Wiese, als ein mit verschiedenen Bäumen und Sträuchern bewachsener Hügel mit einem Durchmesser von etwa 150 m. Um 1900 waren eine Vertiefung – der ehemalige Burggraben – und Reste der alten Burgmauer, bestehend aus teilweise großen Findlingen und Lehm, erkennbar. Die Länge der Mauer betrug ca. 15 m. Sie war 2 m hoch und 2 m stark. Ebenfalls befanden sich in der Nähe der Mauer verstreut noch eine Vielzahl von Steinen. Bis 1945 waren immer weniger Überreste der damaligen Burganlage vorhanden. So wurde der Schutthaufen sogar immer weiter von Bewohnern abgefahren, um ihn als Wiesendünger zu verwenden. Um den vollständigen Abbaus des Hügels zu unterbinden, wurde der Burghügel vor 1945 als Kulturgut unter Heimatschutz gestellt.
Im damaligen Treptower Kreis-Heimatmuseum befanden sich 1936 noch Überreste aus der ehemaligen Burgruine. Darunter zwei 25 cm Durchmesser messende Steinkugeln, einige Dachsteine, Mörtel- und Holzkohlereste, Knochen und eine eiserne Streitaxt.

## Galerie

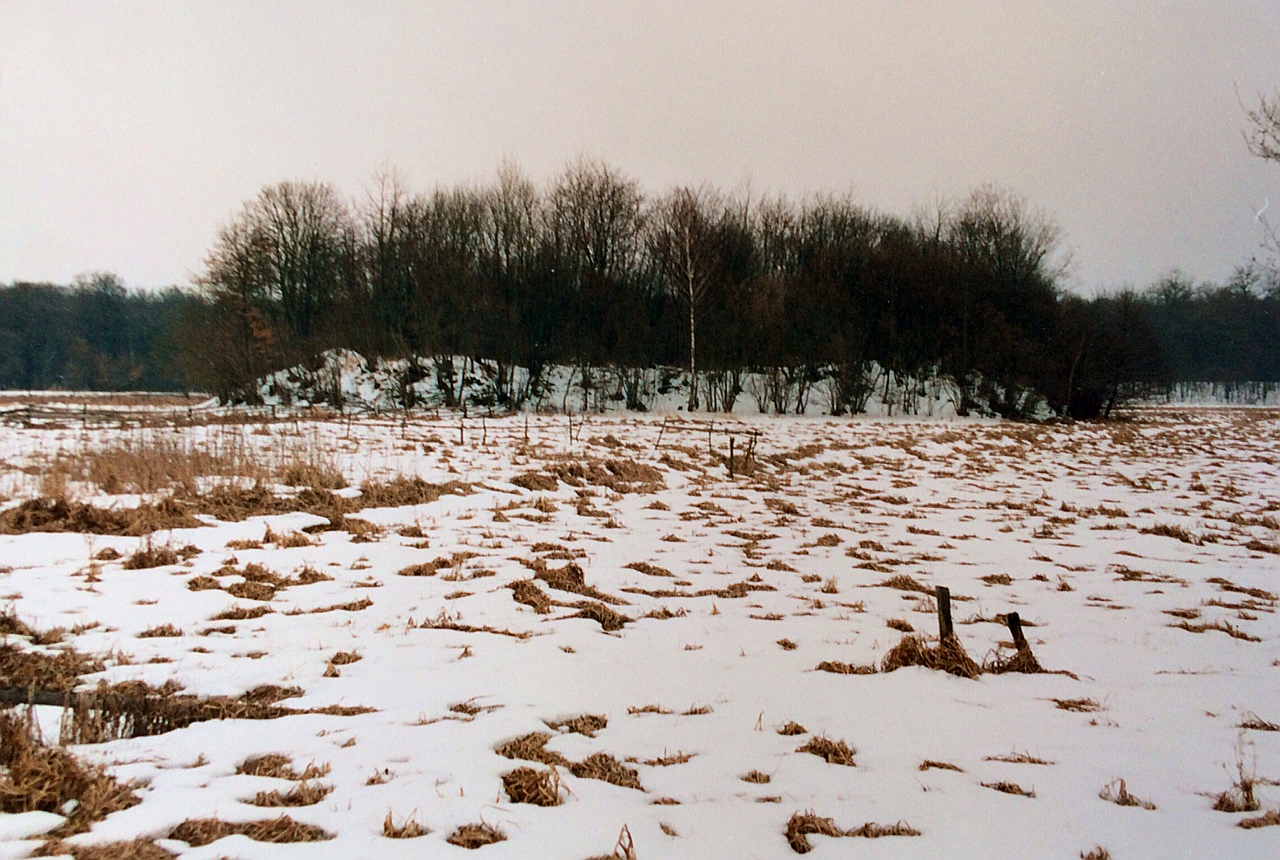
Gesamtansicht Burghügel
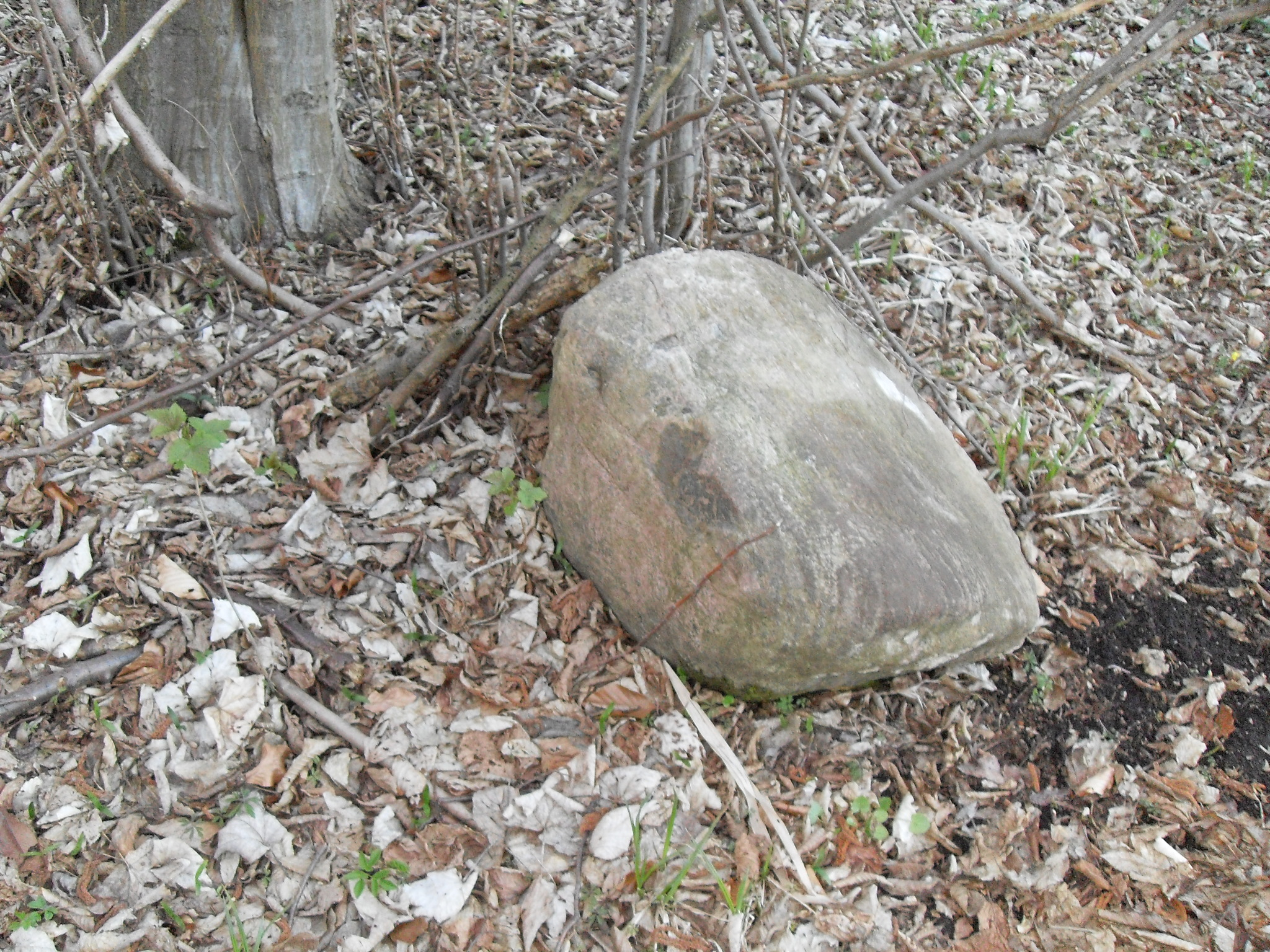
Findling am Bürghügel
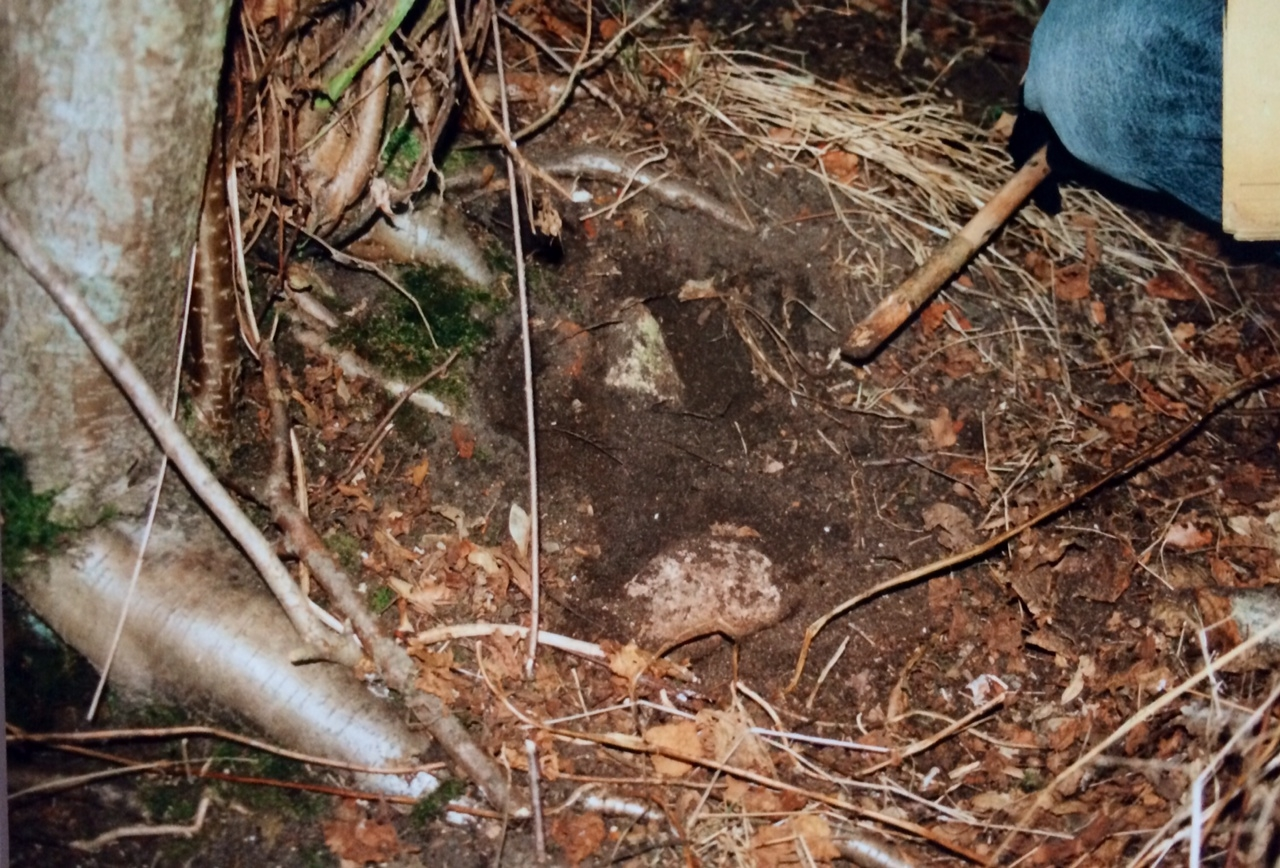
Ziegelreste im Hügel
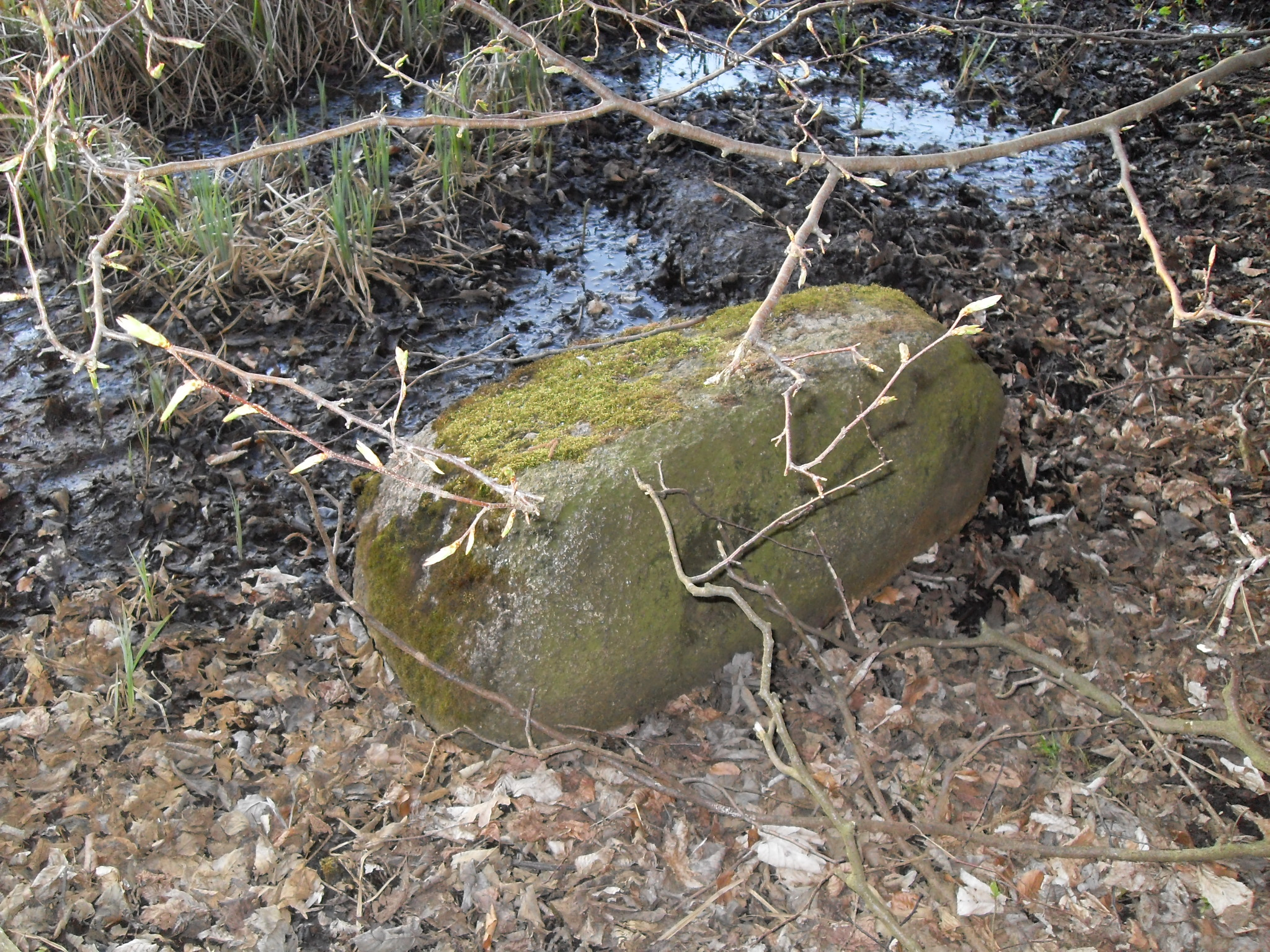
Findling am Fuß des Hügels (im Hintergrund: Morast)